# Hug VIII de Lusignan
Hug VIII de Lusignan o Hug III de La Marca, dit el Vell (c.1108 – 1165 o 1171) fou comte de Lusignan, Couhé, i Château-Larcher i comte de La Marca. Era fill d'Hug VII de Lusignan i de Saracena de Lezay. Morí després de la batalla de Harim, en la lluita per Terra Santa.

## Matrimoni i descendència
Es casà el 1140 o el 1141 amb Bourgogne o Burgúndia de Rancon, senyora de Fontenay, filla de Geoffroy de Rancon, senyor de Taillebourg i de Fossefie, senyora de Moncontour.
Els seus fills van ser:
- Hug, senyor de Lusignan el 1164 (c. 1141–1169),[4] casat amb Orengarde N, que deixà dos nens a la seva mort el 1169:
  - Hug IX de Lusignan[4]
  - Raül I de Lusignan, comte d'Eu.[4]
- Robert de Lusignan, mort en la infantesa, c. 1150
- Jofré I de Lusignan ,[4] senyor de Moncontour i senyor de Soubise, senyor de Vouvent i de Mervent pel seu primer matrimoni, comte de Jaffa i Ascaló el 28 de juliol del 1191 (renuncià a aquest títol al retorn de Terra Santa el 1193). Es casà primer amb Eustache de Chabot, senyora de Vouvent i de Mervent (morta després del 1200), i en segones noces amb Humberge de Limoges, filla d'Aimar VI, vescomte de Llemotges and wife Sarra de Cornouailles, and had one son by each marriage:

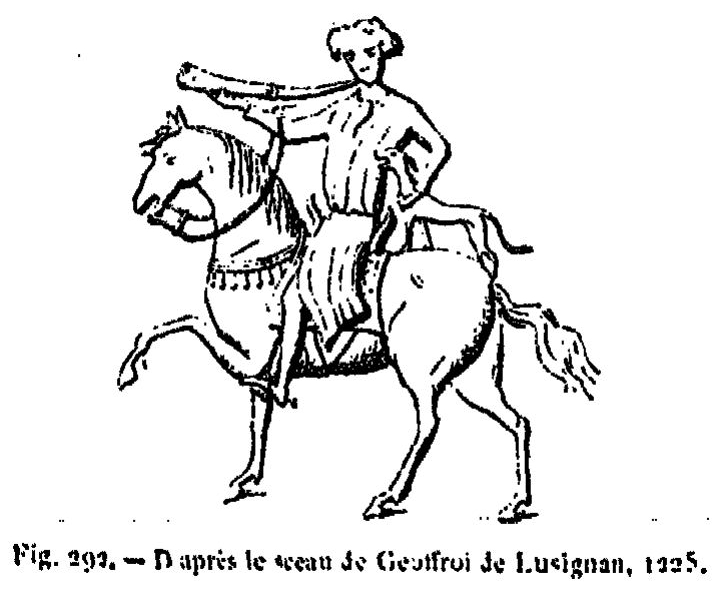
Segell de Jofré II de Lusignan, emprat el 1225

- - Jofré II de Lusignan, senyor de Vouvent, de Mevent i de Montcontour, casat el 1223 amb Clémence de Chattellerault, sense descendència.[4]
  - Guillem de Lusignan, casat c. 1226 amb Margarida de Mauléon, amb qui tingué una filla:
    - Valence de Lusignan, casada amb Hug III de Parthenay
- Pere de Lusignan, que estigué a Terra Santa i probablement fou sacerdot.
- Amalric II de Lusignan, (c. 1145 – 1205). Succeí el seu germà menor Guiu com a governant de Xipre; després fou coronat rei de Xipre i finalment també fou rei de Jerusalem.[4]
- Guiu de Lusignan, (? – 1194). Fou regent i després rei de Jerusalem; després de la pèrdua de Jerusalem fou senyor de Xipre.[4]
- Guillem de Lusignan o de Valence, promès de Beatriu de Courtenay, filla de Joscelí III d'Edessa, peò sembla que el matrimoni no se celebrà.